# Santiago Black Ravens 2018
Questa voce raccoglie le informazioni riguardanti i Santiago Black Ravens nelle competizioni ufficiali della stagione 2018.

## LNFA Serie A 2018

### Stagione regolare
| Las Rozas de Madrid 13 gennaio 2018, ore 17:00 | Las Rozas Black Demons | 46 – 0 referto | Santiago Black Ravens | Campo de Rugby El Cantizal |

| Santiago di Compostela 4 febbraio 2018, ore 12:00 | Santiago Black Ravens | 0 – 49 referto | Gijón Mariners | Campo de fútbol municipal de As Cancelas |

| Rivas-Vaciamadrid 10 febbraio 2018, ore 16:00 | Osos de Rivas | 46 – 0 referto | Santiago Black Ravens | Polideportivo Cerro del Telégrafo |

| Santurtzi 18 febbraio 2018, ore 11:00 | Coyotes de Santurtzi | 20 – 0 referto | Santiago Black Ravens | Polideportivo Municipal de Santurtzi Mikel Trueba |

| Santiago di Compostela 4 marzo 2018, ore 12:00 | Santiago Black Ravens | 0 – 49 referto | Las Rozas Black Demons | Campo de fútbol municipal de As Cancelas |

| Gijón 24 marzo 2018, ore 16:00 | Gijón Mariners | 23 – 0 referto | Santiago Black Ravens | Complejo Deportivo Las Mestas |

| Santiago di Compostela 8 aprile 2018, ore 12:00 | Santiago Black Ravens | 0 – 37 referto | Osos de Rivas | Campo de fútbol municipal de As Cancelas |

| Santiago di Compostela 15 aprile 2018, ore 12:00 | Santiago Black Ravens | 20 – 48 referto | Coyotes de Santurtzi | Campo de fútbol municipal de As Cancelas |

### Playout
| 5-6 maggio 2018 | Santiago Black Ravens | - – - | Reus Imperials |  |

| 12-13 maggio 2018 | L'Hospitalet Pioners | - – - | Santiago Black Ravens |  |

## Statistiche di squadra
| Competizione      | %Vittorie | In casa | In casa | In casa | In casa | In casa | In casa | In trasferta | In trasferta | In trasferta | In trasferta | In trasferta | In trasferta | Totale | Totale | Totale | Totale | Totale | Totale |
| Competizione      | %Vittorie | G       | V       | N       | P       | Pf      | Ps      | G            | V            | N            | P            | Pf           | Ps           | G      | V      | N      | P      | Pf     | Ps     |
| ----------------- | --------- | ------- | ------- | ------- | ------- | ------- | ------- | ------------ | ------------ | ------------ | ------------ | ------------ | ------------ | ------ | ------ | ------ | ------ | ------ | ------ |
| Stagione regolare | .000      | 4       | 0       | 0       | 4       | 20      | 183     | 4            | 0            | 0            | 4            | 0            | 135          | 8      | 0      | 0      | 8      | 20     | 318    |
| Totale            | .000      | 4       | 0       | 0       | 4       | 20      | 183     | 4            | 0            | 0            | 4            | 0            | 135          | 8      | 0      | 0      | 8      | 20     | 318    |